# Aeonium mascaense
Aeonium mascaense là một loài thực vật có hoa trong họ Crassulaceae. Loài này được Bramwell miêu tả khoa học đầu tiên năm 1982.